# Timon Theuer
Timon Theuer (* 5. März 1994) ist ein österreichischer Langstreckenläufer.

## Sportliche Laufbahn
Bei den Crosslauf-Europameisterschaften 2018 belegte Timon Theuer als zweitbester Österreicher hinter Andreas Vojta (Rang 66) den 75. Rang.
Im August 2019 wurde er Dritter bei der Halbmarathon-Staatsmeisterschaften in Kärnten. Im September wurde er Staatsmeister 10.000 m Straße.
Beim Barcelona-Halbmarathon lief der 25-Jährige im Februar 2020 die zweitschnellste Zeit, die jemals von einem österreichischen Läufer über die Halbmarathondistanz gelaufen wurde: Er benötigte für die 21,097 km nur 1:02:34 Stunden und belegte den 15. Rang. Schneller war bisher nur Günther Weidlinger, der seit 2007 mit 1:01:42 Stunden den österreichischen Rekord über die Halbmarathondistanz hält.
Sein Vater  Rolf war ebenso als Langstreckenläufer aktiv und wurde 1991 Staatsmeister Marathon.

## Sportliche Erfolge (Auswahl)
2019
- 1. Platz 10.000 m Straße Österreichische Staatsmeisterschaften